# 実験試験局
実験試験局（じっけんしけんきょく）は、無線局の種別の一つである。

## 定義
電波法第4条の2第2項には、「実験等無線局」が「科学若しくは技術の発達のための実験、電波の利用の効率性に関する試験又は電波の利用の需要に関する調査に専用する無線局であつて、実用に供しないもの（放送をするものを除く。）をいう。」と規定している。
これを受けた総務省令電波法施行規則第4条第1項第12号に「科学若しくは技術の発達のための実験、電波の利用の効率性に関する試験又は電波の利用の需要に関する調査を行うために開設する無線局であつて、実用に供しないもの（放送をするものを除く。）」と定義している。 
関連する種別として、電波法施行規則第4条第1項に
- 第3号に地上基幹放送試験局を「地上基幹放送又は移動受信用地上基幹放送を行う基幹放送局（放送試験業務を行うものに限る。）」
- 第3号の2に特定地上基幹放送試験局を「基幹放送局のうち法第6条第2項に規定する特定地上基幹放送局（放送試験業務を行うものに限る。）」
- 第20号の12に衛星基幹放送試験局を「衛星基幹放送を行う基幹放送局（放送及びその受信の進歩発達に必要な試験、研究又は調査のため、一般公衆によつて直接受信されるための無線電話、テレビジョン、データ伝送又はファクシミリによる無線通信業務を試験的に行うものに限る。）」と定義している。

があり、また関連する業務として電波法施行規則第3条第1項に
- 第4号に放送試験業務を「放送及びその受信の進歩発達に必要な試験、研究又は調査のため試験的に行なう放送業務」

がある。
引用の送り仮名、促音の表記は原文ママ。「法」は電波法の略。

## 開設の基準
総務省令無線局（基幹放送局を除く。）の開設の根本的基準第6条による。
実験試験局は、次の各号の条件を満たすものでなければならない。 
1 その局は、免許人以外の者の使用に供するものでないこと。
2 その局の免許を受けようとする者がその実験、試験又は調査を遂行する適当な能力をもつていること。
3 実験、試験又は調査の目的及び内容が法令に違反せず、かつ、公共の福祉を害しないものであること。
4 実験、試験又は調査の目的及び内容が電波科学の進歩発達、技術の進歩発達若しくは科学知識の普及への貢献、電波の利用の効率性の確認又は電波の利用の需要の把握に資する合理的な見込みのあるものであること。
5 その局の免許を受けようとする者がその実験、試験又は調査の目的を達するため電波の発射を必要とし、かつ、合理的な実験、試験又は調査の計画及びこれを実行するための適当な設備をもつていること。
6 その局を開設することが既設の無線局等の運用又は電波の監視に支障を与えないこと。
2　総務大臣が公示する周波数、当該周波数の使用が可能な地域及び期間並びに空中線電力の範囲内で開設する実験試験局（以下この項において「特定実験試験局」という。）は、前項各号の条件を満たすほか、その特定実験試験局を開設しようとする地域及びその周辺の地域に、現にその特定実験試験局が希望する周波数と同一の周波数を使用する他の無線局が開設されており、その既設の無線局の運用を阻害するような混信その他の妨害を与えるおそれがある場合は、それを回避するためにその特定実験試験局を開設しようとする者と当該既設の無線局の免許人との間において各無線局の運用に関する調整その他の当該既設の無線局の運用を阻害するような混信その他の妨害を防止するために必要な措置がとられているものでなければならない。
引用の促音の表記は原文ママ
- この基準において特に条文が割かれているのは、実用的な通信に用いない為、経済性などの考慮すべき事項が他の種別と異なるからである。

## 概要
文字通り、電波に関して実験・試験または調査を行う為の無線局で、従前は実験局と呼ばれていた。
#定義にみるとおり、基幹放送にかかわるものの試験・調査については別の種別の無線局として免許される。
#沿革にもあるように、電波法施行規則制定当初は電波に関する実験を対象にした無線局であり、実用になると判断されれば実用化試験局に種別を移行して試験が進められた。
しかし、電波の需要が高まり、情報通信審議会「通信・放送の総合的な法体系に関する研究会」の議論の中で「必ずしも実用になるとも至らない、一時的な試験・調査をするのみの仮称「試験無線局」の創設」が報告された。
これを受け実験のみではなく試験・調査も対象とする無線局とされ、名称も改められた。
電波に関する実験・試験・調査は多種多様なものがあり、免許は特定の事業者・用途に限定されるものではない。
一般に用いられていない周波数や電波型式のもの、既存の無線局が運用しない空き時間を用いるもの、ごく短期間・限定された地域しか運用しないもの又は一般人が受信することを想定した放送に類似した運用をするもの等、運用の形態もさまざまである。
変わったものとして携帯電話等の通信機能抑止装置は実験試験局として免許されてきたが、特別業務の局として免許されることとなった。

## 免許
外国籍の者に免許は原則として与えられないことは電波法第5条第1項に定められているが、第2項に例外が列挙され第1号に「実験等無線局」が規定されており、外国籍の者にも免許されることになる。
適合表示無線設備のみを用いる場合および特定実験試験局を除き簡易な免許手続の対象ではないので、予備免許を取得し落成検査に合格して、免許が付与される。
但し、実験試験局は一部を除き登録検査等事業者等による点検ができるので、この結果に基づき落成検査が一部省略

される。
種別コードはEX。有効期間は免許の日から5年。
無線局の目的（用途）、通信事項
2014年（平成26年）5月7日現在
用途は実験試験用、無線局の目的コードはEXP
- 航空無線航行業務や気象業務など一部のものには、公共業務用のPUBが、併せて指定されることがある。

通信事項は次のいずれか
- 実験、試験又は調査に関する事項（アルゴスシステムデータ伝送に関する事項、教育に関する事項を除く。）、通信事項コードはEXP
- アルゴスシステムデータ伝送に関する事項、通信事項コードはOTP
- 教育に関する事項、通信事項コードはEDC

通信の相手方
- アルゴスシステムデータ伝送は、「アルゴスシステムの人工衛星（気象衛星NOAA等）」
- 上記以外は、「免許人所属の実験試験局」または「免許人所属の受信設備」
  - 「実験に参加する者の実験試験局」、狭域通信システム（ETC）における「狭域通信システムの車載機」・「狭域通信システムの陸上移動局」などの例外もある。

空中線電力
電波法施行規則第4条の4第3項第2号により、無線局免許状の空中線電力の表示は規格電力による。
これは、尖頭電力、平均電力又は搬送波電力は測定を要するものであり、測定することが困難な場合を想定して一律に規格電力としていることによる。
但し同条第4項により、適合表示無線設備を用いる場合は同条第1項又は第2項の規定が適用されるので、実用局と同様となる。
無線局免許状の備付け
電波法施行規則第38条第1項により無線局免許状は無線局に備え付けるものとされるが、同条第3項により人工衛星に搭載される以外の移動するものについては常置場所に備え付けねばならない。
人工衛星に搭載されるものは「無線従事者の常駐する場所のうち主なもの」に備え付ければよい。

### 旧技術基準の機器の使用
無線設備規則のスプリアス発射等の強度の許容値に関する技術基準改正

により、旧技術基準に基づく無線設備が免許されるのは「平成29年11月30日」まで
、
使用は「平成34年11月30日」まで

とされた。
対象となるのは、
- 「平成17年11月30日」[10]までに製造された機器
- 経過措置として、旧技術基準により「平成19年11月30日」までに製造された機器[11]

である。
新規免許は「平成29年12月1日」以降はできないが、使用期限はコロナ禍により「当分の間」延期された。
詳細は無線局#旧技術基準の機器の使用を参照。

## 運用
電波法第58条に実験等無線局の行う通信には、暗語を使用してはならないとしている。この暗語とは通信の当事者のみしか理解できない用語のことである。

## 操作
実験試験局は、その無線設備が操作範囲にある無線従事者の管理（常駐するという意味ではない。）を要するのが原則である。
無線従事者を要しない「簡易な操作」を規定する電波法施行規則第33条及びこれに基づく告示から実験試験局に係わるものを抜粋する。
2009年（平成21年）6月8日現在
- 第4号(1)　特定無線局以外の陸上に開設した無線局でかつ海岸局、航空局、船上通信局、無線航行局、海岸地球局又は航空地球局以外の無線設備の通信操作
  - 陸上に開設した実験試験局も該当する。
- 第7号(6)　無線設備の外部の転換装置で電波の質に影響を及ぼさないものの技術操作で他の無線局の無線従事者に管理されるもので別に告示するもの
  - 告示第2項第3号　第二級陸上特殊無線技士の操作範囲にあるもの
- 第8号　その他に別に告示するもの
  - 告示第3項第1号(8)　アルゴスシステム
  - 告示第5項　プレストーク方式による無線電話の送受切替装置及びラジオマイクの技術操作

## 検査
- 落成検査は、上述の通り。
- 定期検査は、電波法施行規則第41条の2の6第20号により行われない。
- 変更検査は、落成検査と同様である。

## 特定実験試験局
無線局（基幹放送局を除く。）の開設の根本的基準第6条第2項に規定されるとおり総務大臣が周波数など指定した条件の中で免許を与えるものである。
電波法施行規則第7条第5号、無線局免許手続規則第2条第1項第7号(1)にも同様に規定される。
この条件は総合通信局（沖縄総合通信事務所を含む。以下同じ。）ごとに毎年公示されるもので簡易な免許手続により予備免許や落成検査の省略、時計その他の書類の備付け省略、事後手続きの簡略化などがされている。
種別コードはEXT。
免許の有効期間は電波法施行規則第7条第5号に「当該周波数の使用が可能な期間 」と規定されているが、これを総合通信局では最長5年と制限しており、登録検査等事業者等による事前点検も要する。

周波数は複数の事業者が共用することが想定されるので、免許申請や使用にあたっては混信防止の為、既設局の免許人との間で調整し必要な措置をとることを義務付けられている。

周波数はまた、当初は実用局が利用しないものに限定されていたが、この制限も撤廃されている。
2024年（令和6年）11月27日現在
| 告示                             | 使用可能期限        |
| -------------------------------- | ------------------- |
| 令和3年5月18日総務省告示第189号  | 最長令和10年6月30日 |
| 令和5年12月7日総務省告示第407号  | 最長令和7年12月31日 |
| 令和6年5月21日総務省告示第166号  | 最長令和11年6月30日 |
| 令和6年11月27日総務省告示第352号 | 最長令和8年3月31日  |
| 特定実験試験局関係による。       |                     |

## 技適未取得機器を用いた実験等の特例
従前は、小電力無線局用の適合表示無線設備に相当する機器による実験・試験・調査をするには実験試験局として免許取得を要したが、特定小電力無線局用などの一部のものについて届出により免許不要局として使用できることとなった。
これは「技適未取得機器を用いた実験等の特例」という。
免許を要しない無線局#第2項も参照

## 沿革
1950年（昭和25年）
- 6月 - 電波法[17]制定時に実験無線局が「科学又は技術の発達のための実験に専用する無線局」と規定
  - 電波法施行規則[18]制定時に実験局が「科学若しくは技術の発達のための実験を行うために開設する無線局であつて実用に供しないものをいう」と定義
引用の促音の表記は原文ママ
    - 実験局の免許の有効期限は免許の日から2年と規定された。申請によりこれより短い期間とすることもできる。旧法による実験局の免許（無線電信法による実験局に相当する施設の許可）の有効期限は電波法施行の日から2年後（昭和27年5月31日）[19]とされた。

  - 無線局（放送局を除く。）の開設の根本的基準（現・無線局（基幹放送局を除く。）の開設の根本的基準）[20]制定時に実験局に関する条文を規定
- 7月 - 八欧無線（現・富士通ゼネラル）と日本無線にスプリアス輻射の測定その他の試験用として、両社の基地局と陸上移動局の各1局に二重免許で実験局計4局が免許[21]
- 10月 - 財団法人電機学園（学校法人東京電機大学の前身）に模型自動車の無線操縦用として実験局初の免許[22]

1958年（昭和33年）- 放送の実験局以外は運用開始の届出および免許の公示を要しない無線局に

1960年（昭和35年）- 一部の実験局は無線業務日誌の備付けが不要に

- 以後、不要となる範囲は拡大した。

1969年（昭和44年）- すべての実験局が運用開始の届出および免許の公示を要しない無線局に

1977年（昭和52年）- 移動する実験局は無線局免許証票を備え付けるものに

1980年（昭和55年）- 移動する実験局の内、宇宙物体に開設する実験局への無線局免許証票の備付けが廃止

1993年（平成5年）- 電波利用料制度化、料額の変遷は下表参照
1998年（平成10年）
- 免許の有効期間が5年に[28]
- 通信機能抑止装置が実験局として免許申請できるものに[29]

2004年（平成16年）- 特定実験局が制度化、再免許の申請は免許の有効期間満了前１ヶ月以上3ヶ月を超えない期間に
、無線局（放送局を除く。）の開設の根本的基準の実験局の条文にも特定実験局に関する項が追加

- 特定実験局用周波数は実用局が使用していないものから公示されるものであった。

2008年（平成20年）- 実験無線局が実験等無線局に変更
- これに伴い実験局が実験試験局になり定義も現行のものに、特定実験局が特定実験試験局に[34]

2009年（平成21年）
- 実験試験局は全て無線業務日誌の備付けが不要に[35]
- アルゴスシステムの実験試験局には無線局免許証票の備付けが不要に[36]

2015年（平成27年）- 特定実験試験局用周波数は実用局が使用しているものからも公示されるものに

2018年（平成30年）- 実験試験局は全て無線局免許証票が不要に

2019年（令和元年）- 技適未取得機器を用いた実験等の特例が制度化

2020年（令和2年）
- 通信機能抑止装置は特別業務の局として免許されるものに[41]
- 適合表示無線設備を用いる場合の空中線電力の表示は実用局と同様に[42]

引用の促音の表記は原文ママ
| 実験局                                                                                            | 実験局 | 実験局   | 実験局 | 実験局               | 実験局                         | 実験局 |
| 年度                                                                                              | 総数   | 学術研究 | その他 | 出典                 | 出典                           |        |
| ------------------------------------------------------------------------------------------------- | ------ | -------- | ------ | -------------------- | ------------------------------ | ------ |
| 平成11年度末                                                                                      | 4,641  | 331      | 3,010  | 地域・局種別無線局数 | 平成11年度第4四半期末          |        |
| 平成12年度末                                                                                      | 5,364  | 411      | 3,685  | 地域・局種別無線局数 | 平成12年度第4四半期末          |        |
| 平成13年度末                                                                                      | 6,509  | 420      | 4,677  | 用途別無線局数       | H13 用途・業務・免許人・局種別 |        |
| 平成14年度末                                                                                      | 7,081  | 1,557    | 3,709  | 用途別無線局数       | H14 用途・局種別無線局数       |        |
| 平成15年度末                                                                                      | 7,455  | 1,965    | 3,872  | 用途別無線局数       | H15 用途・局種別無線局数       |        |
| 平成16年度末                                                                                      | 6,576  | 1,054    | 4,001  | 用途別無線局数       | H16 用途・局種別無線局数       |        |
| 平成17年度末                                                                                      | 8,505  | 1,523    | 6,403  | 用途別無線局数       | H17 用途・局種別無線局数       |        |
| 平成18年度末                                                                                      | 9,555  | 3,060    | 6,043  | 用途別無線局数       | H18 用途・局種別無線局数       |        |
| 平成19年度末                                                                                      | 7,852  | 1,263    | 6,050  | 用途別無線局数       | H19 用途・局種別無線局数       |        |
| 実験試験局                                                                                        |        |          |        |                      |                                |        |
| 年度                                                                                              | 総数   | 学術研究 | その他 | 出典                 | 出典                           |        |
| 平成20年度末                                                                                      | 7,875  | 1,325    | 5,971  | 用途別無線局数       | H20 用途・局種別無線局数       |        |
| 平成21年度末                                                                                      | 8,110  | 1,161    | 6,392  | 用途別無線局数       | H21 用途・局種別無線局数       |        |
| 平成22年度末                                                                                      | 8,223  | 905      | 6,761  | 用途別無線局数       | H22 用途・局種別無線局数       |        |
| 平成23年度末                                                                                      | 7,722  | 804      | 6,401  | 用途別無線局数       | H23 用途・局種別無線局数       |        |
| 平成24年度末                                                                                      | 7,876  | 872      | 6,539  | 用途別無線局数       | H24 用途・局種別無線局数       |        |
| 平成25年度末                                                                                      | 7,637  | 1,110    | 6,201  | 用途別無線局数       | H25 用途・局種別無線局数       |        |
| 平成26年度末                                                                                      | 7,086  | 6,302    | 1,554  | 用途別無線局数       | H26 用途・局種別無線局数       |        |
| 平成27年度末                                                                                      | 7,489  | 5,444    | 1,766  | 用途別無線局数       | H27 用途・局種別無線局数       |        |
| 平成28年度末                                                                                      | 7,086  | 5,302    | 1,554  | 用途別無線局数       | H28 用途・局種別無線局数       |        |
| 平成29年度末                                                                                      | 7,012  | 5,456    | 1,362  | 用途別無線局数       | H29 用途・局種別無線局数       |        |
| 平成30年度末                                                                                      | 6,475  | 5,091    | 1,200  | 用途別無線局数       | H30 用途・局種別無線局数       |        |
| 令和元年度末                                                                                      | 7,138  | 5,831    | 1,154  | 用途別無線局数       | R01 用途・局種別無線局数       |        |
| 令和2年度末                                                                                       | 7,722  | 6,514    | 1,067  | 用途別無線局数       | R02 用途・局種別無線局数       |        |
| 令和3年度末                                                                                       | 8,420  | 7,227    | 1.059  | 用途別無線局数       | R03 用途・局種別無線局数       |        |
| 令和4年度末                                                                                       | 8,914  | 7,700    | 1,074  | 用途別無線局数       | R04 用途・局種別無線局数       |        |
| 令和5年度末                                                                                       | 10,641 | 9,437    | 1,068  | 用途別無線局数       | R05 用途・局種別無線局数       |        |
| 注 平成25年度から平成26年度にかけて、用途別局数が大きく変動しているが原典のママ引用。理由は不明。 |        |          |        |                      |                                |        |

| 特定実験局     | 特定実験局 | 特定実験局 | 特定実験局 | 特定実験局     | 特定実験局               | 特定実験局 |
| 年度           | 総数       | 学術研究   | その他     | 出典           | 出典                     |            |
| -------------- | ---------- | ---------- | ---------- | -------------- | ------------------------ | ---------- |
| 平成16年度末   | 13         | 9          | 4          | 用途別無線局数 | H16 用途・局種別無線局数 |            |
| 平成17年度末   | 57         | 1          | 56         | 用途別無線局数 | H17 用途・局種別無線局数 |            |
| 平成18年度末   | 25         | -          | 25         | 用途別無線局数 | H18 用途・局種別無線局数 |            |
| 平成19年度末   | 10         | 6          | 4          | 用途別無線局数 | H19 用途・局種別無線局数 |            |
| 特定実験試験局 |            |            |            |                |                          |            |
| 年度           | 総数       | 学術研究   | その他     | 出典           | 出典                     |            |
| 平成20年度末   | 13         | 13         | -          | 用途別無線局数 | H20 用途・局種別無線局数 |            |
| 平成21年度末   | 9          | 7          | 2          | 用途別無線局数 | H21 用途・局種別無線局数 |            |
| 平成22年度末   | 32         | 13         | 19         | 用途別無線局数 | H22 用途・局種別無線局数 |            |
| 平成23年度末   | 91         | 62         | 29         | 用途別無線局数 | H23 用途・局種別無線局数 |            |
| 平成24年度末   | 75         | 56         | 19         | 用途別無線局数 | H24 用途・局種別無線局数 |            |
| 平成25年度末   | 71         | 59         | 12         | 用途別無線局数 | H25 用途・局種別無線局数 |            |
| 平成26年度末   | 101        | 101        | -          | 用途別無線局数 | H26 用途・局種別無線局数 |            |
| 平成27年度末   | 161        | 161        | -          | 用途別無線局数 | H27 用途・局種別無線局数 |            |
| 平成28年度末   | 247        | 247        | -          | 用途別無線局数 | H28 用途・局種別無線局数 |            |
| 平成29年度末   | 329        | 329        | -          | 用途別無線局数 | H29 用途・局種別無線局数 |            |
| 平成30年度末   | 291        | 291        | -          | 用途別無線局数 | H30 用途・局種別無線局数 |            |
| 令和元年度末   | 131        | -          | 131        | 用途別無線局数 | R01 用途・局種別無線局数 |            |
| 令和2年度末    | 108        | -          | 108        | 用途別無線局数 | R02 用途・局種別無線局数 |            |
| 令和3年度末    | 106        | -          | 106        | 用途別無線局数 | R03 用途・局種別無線局数 |            |
| 令和4年度末    | 88         | -          | 88         | 用途別無線局数 | R04 用途・局種別無線局数 |            |
| 令和5年度末    | 104        | -          | 104        | 用途別無線局数 | R05 用途・局種別無線局数 |            |

電波利用料額
電波法別表第6第8項の「実験等無線局及びアマチュア無線局」が適用される。
| 年月                   | 料額  |
| ---------------------- | ----- |
| 1993年（平成5年）4月   | 500円 |
| 1997年（平成9年）10月  | 500円 |
| 2006年（平成18年）4月  | 500円 |
| 2008年（平成20年）10月 | 300円 |
| 2011年（平成23年）10月 | 300円 |
| 2014年（平成26年）10月 | 300円 |
| 2017年（平成29年）10月 | 300円 |
| 2019年（令和元年）10月 | 300円 |
| 2022年（令和4年）10月  | 300円 |